# Arsenije Jovanović
Arsenije Jovanović (serbisch-kyrillisch Арсеније Јовановић; * 30. September 1932 in Belgrad; † 14. Mai 2025 ebenda) war ein serbischer Regisseur, Komponist, Drehbuch-, Hörspielautor und Übersetzer.

## Leben und Werk
Jovanović absolvierte 1956 die Theaterakademie Belgrad bei Josip Kulundžić. Er war von 1956 bis 1957 Direktor am Nationaltheater Zadar, von 1957 bis 1958 am Nationaltheater Šibenik sowie von 1958 bis 1962 Assistent und Dozent an der Theaterakademie Belgrad. 1962 wurde er Direktor am Nationaltheater Belgrad. Er wirkte dort elf Jahre – mit Ausnahme einer Spielzeit, in der er am Jugoslawischen Drama Theater tätig war. Später war er künstlerischer Leiter des Bitef Theatre (Theatre in the Church).
Arsenije Jovanović wirkte als Regisseur an Theatern im ganzen Gebiet des ehemaligen Jugoslawiens sowie im Ausland, u. a. in Großbritannien und in den USA, zudem war er als Film- und Fernsehregisseur tätig. Darüber hinaus realisierte er eine große Anzahl Hörspiele und wirkte als Komponist elektroakustischer Musik sowie von Klanginstallationen, u. a. wurden 1987 auf der documenta 8 die Werke Krajputasi und Reserva Cave gespielt.

„„Reserva Cave“: In den Grotten von Reserva (Jugoslawien) inmitten von Stalagmiten und Stalaktiten mit ihrer einzigartigen Akustik hat Arsenije Jovanović zusammen mit dem Toningenieur Zora Zerkovic, einigen Schauspielern und Sängern akustische Skulpturen aufgenommen. Eine stereofone Radiofantasie aus Klängen und Stille.“

Arsenije Jovanović erhielt zahlreiche Auszeichnungen, 1991 wurde ihm der Prix Ars Acustica verliehen.
2025 veröffentlichte er einen Lebensrückblick unter dem Titel Ispreturana autobiografija u 101 sekvenci.